# Planchez
Planchez és un municipi francès, situat al departament del Nièvre i a la regió de Borgonya - Franc Comtat. L'any 2007 tenia 359 habitants.

## Demografia

### Població
El 2007 la població de fet de Planchez era de 359 persones. Hi havia 170 famílies, de les quals 69 eren unipersonals (16 homes vivint sols i 53 dones vivint soles), 61 parelles sense fills, 28 parelles amb fills i 12 famílies monoparentals amb fills.
La població ha evolucionat segons el següent gràfic:
Habitants censats

### Habitatges
El 2007 hi havia 398 habitatges, 180 eren l'habitatge principal de la família, 213 eren segones residències i 6 estaven desocupats. 389 eren cases i 6 eren apartaments. Dels 180 habitatges principals, 156 estaven ocupats pels seus propietaris, 14 estaven llogats i ocupats pels llogaters i 9 estaven cedits a títol gratuït; 2 tenien una cambra, 19 en tenien dues, 47 en tenien tres, 46 en tenien quatre i 66 en tenien cinc o més. 121 habitatges disposaven pel capbaix d'una plaça de pàrquing. A 94 habitatges hi havia un automòbil i a 59 n'hi havia dos o més.

### Piràmide de població
La piràmide de població per edats i sexe el 2009 era:
| Homes | Edats   | Dones |
| ----- | ------- | ----- |
| 0     | 95 o +  | 4     |
| 0     | 90 a 94 | 4     |
| 4     | 85 a 89 | 4     |
| 0     | 80 a 84 | 4     |
| 32    | 75 a 79 | 12    |
| 12    | 70 a 74 | 20    |
| 12    | 65 a 69 | 24    |
| 8     | 60 a 64 | 8     |
| 12    | 55 a 59 | 8     |
| 12    | 50 a 54 | 16    |
| 12    | 45 a 49 | 8     |
| 4     | 40 a 44 | 4     |
| 8     | 35 a 39 | 0     |
| 8     | 30 a 34 | 8     |
| 0     | 25 a 29 | 8     |
| 8     | 20 a 24 | 4     |
| 8     | 15 a 19 | 4     |
| 4     | 10 a 14 | 4     |
| 4     | 5 a 9   | 4     |
| 4     | 0 a 4   | 12    |

## Economia
El 2007 la població en edat de treballar era de 186 persones, 121 eren actives i 65 eren inactives. De les 121 persones actives 111 estaven ocupades (59 homes i 52 dones) i 10 estaven aturades (5 homes i 5 dones). De les 65 persones inactives 35 estaven jubilades, 12 estaven estudiant i 18 estaven classificades com a «altres inactius».

### Ingressos
El 2009 a Planchez hi havia 155 unitats fiscals que integraven 301 persones, la mediana anual d'ingressos fiscals per persona era de 15.930 €.

### Activitats econòmiques
Dels 16 establiments que hi havia el 2007, 1 era d'una empresa alimentària, 1 d'una empresa de fabricació d'altres productes industrials, 1 d'una empresa de construcció, 9 d'empreses de comerç i reparació d'automòbils, 2 d'empreses d'hostatgeria i restauració, 1 d'una empresa d'informació i comunicació i 1 d'una empresa classificada com a «altres activitats de serveis».
Dels 2 establiments de servei als particulars que hi havia el 2009, 1 era un taller de reparació d'automòbils i de material agrícola i 1 lampisteria.
Dels 3 establiments comercials que hi havia el 2009, 2 eren botiges de menys de 120 m² i 1 una botiga de menys de 120 m².
L'any 2000 a Planchez hi havia 11 explotacions agrícoles que ocupaven un total de 553 hectàrees.

## Equipaments sanitaris i escolars
El 2009 hi havia una escola maternal integrada dins d'un grup escolar amb les comunes properes formant una escola dispersa.

## Poblacions més properes
El següent diagrama mostra les poblacions més properes.